# 알리 (영화)
《알리》(Ali)는 미국에서 제작된 마이클 만 감독의 2001년 드라마 영화이다. 윌 스미스 등이 주연으로 출연하였고 존 피터스 등이 제작에 참여하였다.

## 출연

### 주연
- 윌 스미스

### 조연
- 제이미 폭스
- 존 보이트
- 마리오 반 피블스
- 론 실버
- 제프리 라이트
- 미켈티 윌리암슨
- 제이다 핀켓 스미스
- 노나 게이
- 마이클 미쉘
- 조 모튼

## 기타
- 공동제작: 마이클 왁스맨
- 공동제작: 존 D. 스코필드
- 협력프로듀서: 구스마노 세자레티
- 협력프로듀서: 캐슬린 M. 쉐어
- 미술: 존 마이어
- 의상: 말린 스튜어트
- 배역: 빅토리아 토머스

## 한국어 더빙 성우진(MBC, 2005년 7월 30일)
- 김일 - 알리 (윌 스미스)
- 권혁수 - 하워드 코셀 (존 보이트)
- 송준석 - 번디니 (제이미 폭스)
- 황일청
- 김용식
- 이성
- 이선주
- 이윤연
- 황윤걸
- 이철용
- 정남
- 최석필
- 최수진
- 최한
- 방성준
- 이원찬
- 정재헌
- 김두희
- 한경화